# Leo Nielsen
Carl Leo Holger Nielsen, född 5 mars 1909 i Randers, död 15 juni 1968 i Köpenhamn, var en dansk tävlingscyklist.
Nielsen blev olympisk guldmedaljör i linjeloppet vid sommarspelen 1928 i Amsterdam.